# Pseudosauris
Pseudosauris là một chi bướm đêm thuộc họ Geometridae.